# Amore e rabbia
Amore e rabbia és una pel·lícula col·lectiva italo-francesa del 1969, formada per cinc capítols dirigits per cinc directors. Es va presentar al 19è Festival Internacional de Cinema de Berlín l'any 1969, amb el títol Vangelo '70, amb la intenció de representar una reinterpretació secular i contemporània dels textos evangèlics.

## Argument
La pel·lícula s'inspira en els episodis dirigits per Lizzani i Bertolucci respectivament de les paràboles del bon samarità i de la figuera estèril, mentre que l'episodi dirigit per Pasolini parla de la culpa de la innocència entre els horrors del món contemporani.

### L'indifferenza
L'episodi està dirigit per Carlo Lizzani i està basat en la paràbola del bon samarità, protagonitzada per Tom Baker, ambientada en un carrer en l'actualitat.

### Agonia
A l'episodi Agonia, dirigit per Bernardo Bertolucci, un vell bisbe moribund té una visió i just abans de morir s'adona que ha passat la seva vida en va.
L'episodi, que consisteix principalment en una llarga seqüència de somnis, està inspirat en la paràbola de la figuera estéril.

### La sequenza del fiore di carta
En l'episodi dirigit per Pier Paolo Pasolini, Riccetto (Ninetto Davoli) recorre els carrers de Roma sense adonar-se de la maldat i el sofriment que l'envolta. Déu li parla, però no escolta la seva veu. La llarga seqüència, alternant amb imatges de Riccetto ballant al carrer amb una gran flor vermella a la mà, i sovint superposades a pel·lícules que retraten les imatges més crues de la història de la primera meitat del segle xx, acaba amb la mort del protagonista, culpable de no saber renunciar a la seva innocència per obrir els ulls al món que l'envolta.

### L'amore
L'episodi L'amore està dirigit pel francès Jean-Luc Godard. De cara al casament, dos joves promesos (ella francesa, ell italià) es troben conversant en un àtic romà. Els dos testimonis (també en aquest cas ella francesa, ell italià) es reuneixen per xerrar sobre l'amor i les relacions sentimentals a la terrassa propera, amb vistes al magnífic panorama de Roma. El diàleg entre el nuvi proletari, que parla com un marxista, i la núvia que prové de la burgesia parisenca, revela la impossibilitat del matrimoni entre dos joves d'orígens tan diferents.
Els dos renuncien a l'amor i se'n van de comú acord, malgrat la tendresa mútua.

### Discutiamo, discutiamo
L'episodi Discutiamo, discutiamo de Marco Bellocchio és un exemple de dialèctica entre partits revolucionaris i no revolucionaris durant una ocupació universitària.

## Producció
Els tres primers episodis van constituir, juntament amb Seduto alla sua destra de Valerio Zurlini, el nucli original de Vangelo '70. Posteriorment Seduto alla sua destra,aleshores estrenada com a pel·lícula per dret propi, va ser substituïda per L'amore e Discutiamo, discutiamo.